# Nikobar-Weißzahnspitzmaus
Die Nikobar-Weißzahnspitzmaus (Crocidura nicobarica) ist eine seltene, wenig erforschte Spitzmausart aus der Gattung der Weißzahnspitzmäuse (Crocidura). Sie ist auf Groß Nikobar in den Nikobaren endemisch.

## Merkmale
Die Größen- und Merkmalsangaben sind nur vom Typusexemplar, einem Weibchen, bekannt, das im März 1901 von William Louis Abbott gesammelt wurde. Die Kopf-Rumpf-Länge beträgt 120 mm. Der leicht beschädigte Schwanz ist 90 mm lang. Die Ohrenlänge beträgt 11 mm. Die leicht beschädigten Hinterfüße sind 24 mm lang. Über das Gewicht liegen keine spezifischen Daten vor. Das Rückenfell der Nikobar-Weißzahnspitzmaus ist dunkelbraun vermischt mit grauen Haaren. Es ist dicht, kraus und samtartig mit abgeflachten, verbreiterten und an den Rändern verdickten Haaren. Die Haare in der Rückenmitte sind ungefähr 4 mm lang. Die Unterseite ist braun mit einem länglichen, grauen Flecken im Mittelbereich. Der hellbraune Schwanz ist dreiviertel so lang wie die Kopf-Rumpf-Länge. Er ist spärlich mit Borstenhaaren bedeckt. Es gibt offenbar zwei Leistenzitzen an jeder Seite. Da das Exemplar jedoch beschädigt ist, gilt diese Angabe als unsicher.

## Verbreitung
Die Terra typica des Holotypus befindet sich im Süden von Groß Nikobar. Die bekannte Gesamtfläche des Verbreitungsgebietes beträgt 96 km².

## Lebensraum und Lebensweise
Die Nikobar-Weißzahnspitzmaus ist eine nachtaktive Art. Sie gräbt gelegentlich Gänge und bewohnt das Laubstreu tropischer, feuchter Laubwälder in Höhenlagen von 100 m. Über ihr Nahrungs- und Fortpflanzungsverhalten ist nichts bekannt.

## Bedrohung und Schutz
Die IUCN klassifiziert die Art in die Kategorie „vom Aussterben bedroht“ (critically endangered). Die letzte bestätigte Sichtung erfolgte 1975 an der Mündung des Galathea im Campbell-Bay-Nationalpark an der Südspitze von Groß Nikobar. In der Folgezeit wurde die Region durch Straßenbauarbeiten komplett zerstört, sodass bei einer Expedition im Jahr 1984 kein Exemplar mehr nachgewiesen wurde. Als Hauptgefährdung gilt Lebensraumverlust aufgrund von selektivem Holzeinschlag und allgemeinen anthropogenen Aktivitäten.